# 몬순 그룹
몬순 그룹(독일어: Monsun Gruppe)은 제2차 세계 대전 당시 태평양과 인도양에서 활동하던 나치 독일 해군의 유보트들을 가리킨다. 이와 유사한 명명 규칙은 대서양에서 활동하던 잠수함의 여러 임시편대을 위해 사용되었지만, 인도양에서의 순찰 기간이 길어지면서 페낭(주로 수도인 조지타운)에서 활동하는 U-보트의 수가 상대적으로 적은 것과 영구적으로 연관되어서 이런 명칭이 붙게 되었다. 1944년부터 몬순 그룹의 유보트들은 동남아시아 유보트 지역대에 편입되었다.
독일군과 일본군이 같은 전역에서 싸운 곳은 인도양이 유일했다. 독일군과 일본군 사이의 사건을 피하기 위해 양측 모두 다른 잠수함에 대한 공격은 엄격히 금지됐다. 수송선을 포함한 모든 종류의 41척의 유보트가 보내졌지만, 이것들 중 많은 수가 손실되었고 유럽으로 돌아온 것은 극히 일부에 불과했다.

## 추축국의 전략적 원자재

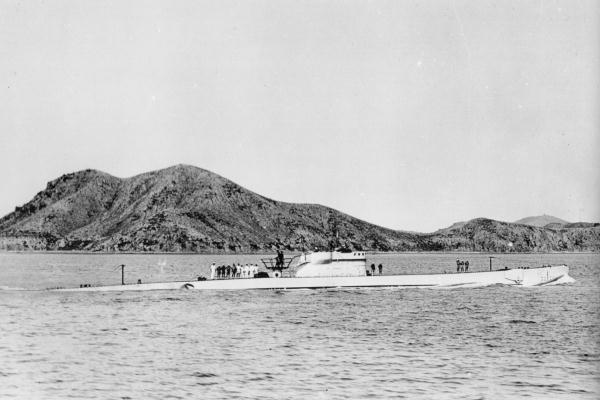
이탈리아 잠수함 코만단테 카펠리니가 1944년 일본의 내해에 진입하고 있다.

1941년 독일의 소련 침공으로 동남아시아로부터 전략물자를 전달하기 위한 육로 사용이 중단되었고, 북대서양의 연합군 순찰을 피할 수 있는 추축국 선박은 거의 없었다. 일본은 독일과의 군사 기술 교환에 관심이 있었고, 일본 잠수함 I-30은 1942년 중반 운모 1500kg과 셸락 660kg을 전달함으로써 전략물자의 수중 운송을 시작했다. 태평양의 먼 거리를 위해 설계된 일본 잠수함들은 유럽 해안 주변에서 작전을 위해 설계된 소형 독일 U-보트보다 더 유능한 수송 수단이었지만, 이탈리아의 대형 잠수함들은 수송 공격에 효과적이지 않다는 것이 증명되었다. 이탈리아 해군 은 희귀하거나 대체할 수 없는 상품들을 일본과 교환하기 위해 BETASOM에서 운용하던 7척의 이탈리아 잠수함들을 "수송 잠수함"으로 개조했다. 그것들은 바그놀린호, 바르바리고호, 카펠리니호 (1943년 5월 아퀼라 3세로 개명), 핀란드호, 줄리아니호, 타졸리호, 토렐호였다.

## 인도양에서의 합동 작전
인도양에서의 작전을 위해 유보트를 말라야와 동인도제도에 주둔시키는 계획은 1942년 12월 일본인들에 의해 처음 제안되었다. 두 곳 모두에 보급품이 없었기 때문에, 비록 그 당시 많은 유보트가 희망봉 주변으로 운항했지만, 이 아이디어는 반려되었다. 카펠리니가 동인도제도에 도착한 지 며칠 후, U-511은 항해를 완료한 최초의 유보트가 되었다. U-511는 노무라 나오쿠니 제독을 태우고 베를린에서 구레까지 갔다. 이 배는 일본에 RO-500으로 주어졌고, 독일인 승무원들은 페낭으로 돌아가 말레이반도 서해안의 옛 영국 수상기 기지에 설치된 주요 잠수함 기지를 대체할 인력을 제공했다. 두 번째 기지는 고베에 설립되었고, 작은 수리 기지는 싱가포르, 자카르타, 수라바야에 위치해 있었다. 1943년 초 북대서양에서 큰 손실을 입은 후 U-178 작전을 분산시키기 위한 일환으로 빌헬름 돔스는 페낭에서 지휘를 맡기 위해 남아프리카 공화국의 그의 작전 지역에서 그의 U-178을 항해하라는 명령을 받았다.